# Железнодорожный транспорт в Тверской области
Железнодоро́жный тра́нспорт в Тверско́й о́бласти является одной из важнейших составляющих частей транспортной системы региона. На территории области находится более 100 железнодорожных станций, а эксплуатационная длина железнодорожных путей составляет 1800 километров. Крупнейшие железнодорожные узлы региона — Бологое, Ржев, Сонково. Бо́льшая часть железнодорожных путей на территории области относится к Московскому региону (бывшему Московскому отделению) Октябрьской железной дороги.
Железнодорожный транспорт на территории нынешней Тверской области развивается с 1850 года, когда был введён в действие участок железной дороги Вышний Волочёк — Тверь; годом позже была введена в действие вся железнодорожная магистраль Санкт-Петербург — Москва. Во второй половине XIX века и первой половине XX века на территории региона были постепенно построены и другие железнодорожные линии, включая Рижское и Савёловское направления, участок широтной линии Рига — Псков — Бологое — Рыбинск — Ярославль, Бологое-Полоцкую дорогу, другие железнодорожные ветки и ответвления.
Магистраль Санкт-Петербург — Москва (главный ход Октябрьской железной дороги), проходящая через территорию региона с северо-запада на юго-восток, электрифицированная и насчитывающая не менее двух путей на всём своём протяжении, интенсивно используется для пассажирских перевозок. Значительная часть пассажирских перевозок имеет транзитный характер, однако развито и пригородное сообщение. Другие железнодорожные линии региона используются значительно менее интенсивно, а некоторые участки относятся к малодеятельным. Через область также должна пройти Высокоскоростная железнодорожная магистраль Москва — Санкт-Петербург.

## История и перспективы

### История развития железных дорог региона в XIX веке и первой половине XX века

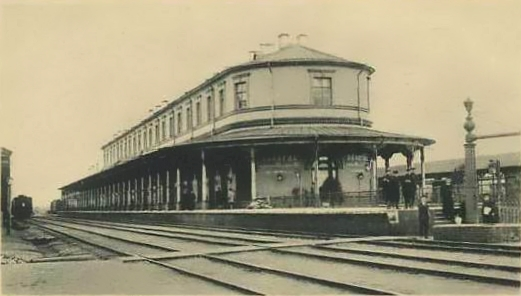
Станция Бологое Николаевской железной дороги, вокзал с московской стороны. Дореволюционная почтовая карточка

Первая железнодорожная линия, проходящая по территории современной Тверской области (Николаевская железная дорога), была построена в конце 1840-х годов, официально открыта в 1851 году.
При этом железная дорога вводилась в действие поэтапно, а движение на участке Вышний Волочёк — Тверь было открыто уже в 1850 году.
Железная дорога прошла рядом с Тверью (станция была расположена в нескольких километрах от города), а в 1851 году она соединила Тверь и другие города региона с Москвой и Санкт-Петербургом.
В конце XIX — начале XX века к магистральной железной дороге были присоединены частные железнодорожные линии, построенные обществом Московско-Виндаво-Рыбинской железной дороги и другими организациями. В 1870 году открыто движение на линии Бологое — Рыбинск, которая прошла через Удомлю, Бежецк и Савелино (ныне — Сонково), а также на участке Лихославль (в то время Осташково) — Торжок,
в 1874 году линия продлена до Ржева. В 1897 году открыта линия от Бологое на Псков, в 1898 году — участок от Сонково до Красного Холма, в 1899 году — от Сонково до Кашина.
В 1900 году была проведена железная дорога от Москвы до станции Савёлово (ныне находится на территории г. Кимры),
а в 1901 году введена в эксплуатацию железная дорога Москва — Виндава (Вентспилс), проведённая через Ржев. В 1907 году была открыта железнодорожная линия Бологое — Полоцк, прошедшая через Осташков и Великие Луки,
а в 1910-е годы предпринимательницей Ю. М. Кувшиновой было организовано строительство «Кувшиновского подъездного пути» — железной дороги от Торжка до села Каменное (ныне — город Кувшиново), в котором находилась принадлежавшая Ю. М. Кувшиновой бумажная фабрика. В 1913 году было принято решение о продлении подъездного пути от Кувшиново до Селижарово, этот участок был открыт в 1917 году. В послереволюционное время был построен участок от станции Селижарово до примыкания к Бологое-Полоцкой железной дороге (станция Соблаго), этот участок был открыт в 1928 году). В 1913 году железная дорога от Красного Холма была продлена до станции Овинище-I.
В 1918 году все железные дороги России были национализированы и переданы в ведение Народного комиссариата путей сообщения, и в дальнейшим строительство магистральных железных дорог в течение всего XX века организовывалось только государством. В 1919 году открыто движение по станции Калязин, соединены в одну линию железнодорожные ветки от Савёлово (Кимры) и от Кашина. В том же 1919 году железная дорога прошла через Сандово и далее на Мгу, а завершение строительства этой дороги в 1921 году фактически сделало Савёловское направление дублёром железной дороги Москва — Ленинград. В 1919 году также была построена железнодорожная линия Овинище — Весьегонск — Суда, но на участке Весьегонск — Суда прошло только несколько поездов — временный деревянный мост через реку Мологу в первую же весну после его постройки был разрушен ледоходом, после чего не восстанавливался. Если бы участок Весьегонск — Суда удалось ввести в полноценную эксплуатацию — это была бы кратчайшая связь Москвы с Череповцом. Затопление Рыбинского водохранилища не помешало реализации этого плана — к моменту его начала линия Весьегонск — Суда уже давно была заброшена.
В начале 1930-х годов была построена ветка Земцы — Жарковский — Ломоносово, с предполагаемым выходом в северном направлении на Соблаго и в южном — на Смоленский узел. В 1936 году была открыта тупиковая ветка от Дорошихи на Васильевский Мох, которая использовалась преимущественно для вывоза торфа (впоследствии в районе Васильевского Моха получили интенсивное развитие торфовозные узкоколейные железные дороги), а в 1937 году — ещё одна тупиковая ветка от Решетниково (Московская область) на Конаково. Кроме того, в конце 1930-х годов в связи со строительством гидроэлектростанции в Угличе была построена железнодорожная ветка от Калязина на Углич.
Строительство железных дорог серьёзно повлияло на систему расселения региона. Вдоль магистральных железных дорог возникли пристанционные посёлки, некоторые из них (Бологое, Лихославль, Нелидово, Удомля и другие) впоследствии стали городами или посёлками — районными центрами (Максатиха, Сонково, Спирово и другие).

### Железные дороги во время Великой Отечественной войны
Во время Великой Отечественной войны в 1941 — 1943 годы многие западные и южные районы Калининской (ныне — Тверской) области, а в течение непродолжительного времени в конце 1941 года — и сам областной центр были оккупированы немецкими войсками, а железнодорожные линии оказались в зоне активных боевых действий.
Так, 16 декабря 1941 года Советские войска освободили город Калинин (ныне — Тверь), обнаружив сооружения железнодорожного узла сильно разрушенными, а менее чем через два месяца работа станции и движение на магистрали были восстановлены. В январе 1942 года в ходе Торопецко-Холмской операции, предпринятой для того, чтобы отрезать немецкие войска от транспортных путей, советским войскам удалось с боями выйти на линию Осташков — Торопец — Западная Двина и освободить Торопец, причём наибольшее сопротивление немецкие войска оказывали именно на железнодорожной станции. В конце 1942 года в ходе Сычёвской наступательной операции 20-я армия вела боевые действия за овладение железнодорожной линией Ржев — Сычёвка.
Северная и восточная части региона оккупированы не были, однако железнодорожные станции и узлы сильно пострадали от бомбардировок немецкой авиации. Сильно пострадал железнодорожный узел Бологое, в период с 1941 по 1943 год на него было совершено 527 авианалётов.
Во время войны железнодорожные линии региона как на территориях, которые не были оккупированы, так и на освобождённых территориях интенсивно использовались для перемещения воинских эшелонов и грузов, а также для организации эвакуации. В течение 1942 — 43 годов с одновременным восстановлением железнодорожной линии Земцы — Жарковский — Ломоносово началось строительство прифронтовой железной дороги от станции Земцы на Соблаго, однако впоследствии это строительство было прекращено, а пути — разобраны.

### Развитие железных дорог во второй половине XX — начале XXI века
Во второй половине XX века масштабное строительство новых магистральных линий в регионе не проводилось, однако были модернизированы существующие линии, паровозы повсеместно заменялись тепловозами и электровозами. В 1962 году была завершена электрификация железной дороги Ленинград — Москва, при этом к 1963 году была достигнута маршрутная скорость 130 километров в час, а в 1966 году достигнута скорость 200 километров в час. В 1960-е годы в связи со строительством Конаковской ГРЭС изменено положение маршрута железнодорожной ветки на Конаково, а в 1966 году железнодорожная ветка от Решетниково (Московская область) до Конаково ГРЭС была электрифицирована. Кроме того, во второй половине XX века в регионе интенсивно развивались ведомственные узкоколейные железные дороги, в том числе: узкоколейная железная дорога комбината строительных материалов № 2, первый участок которой сдан в эксплуатацию в 1951 году; узкоколейная железная дорога Васильевского торфопредприятия, к которой были пристроены новые участки, и многие другие узкоколейные железные дороги, обслуживающие отдельные предприятия. Однако к концу XX века обозначилась тенденция сокращения узкоколейных железных дорог, и многие из них были закрыты, разобраны или сокращены в 1990-е — 2000-е годы. Также были закрыты и разобраны железнодорожная линия Жарковский — Промышленная (окрестности Сошно), а также железная дорога от станции Вышний Волочёк на карьеры длиной 40 километров.

### Транспортные происшествия
На территории области произошло несколько крупных железнодорожных аварий. Так, 16 августа 1988 года скоростной поезд «Аврора» потерпел крушение на перегоне Березайка-Поплавенец (в 13-14 километрах от станции Бологое-Московское), погиб 31 человек, пострадали 182 человека. 3 марта 1992 года у разъезда Подсосенка произошло столкновение пассажирского поезда Рига — Москва с товарным, погибли 43 человека, пострадало 108 человек. 15 июня 2005 года на перегоне Зубцов — Аристово произошла крупная экологическая катастрофа: сошёл с рельс железнодорожный состав с мазутом, 10 цистерн перевернулись и разгерметизировались, от 200 до 300 тонн мазута вылились на землю, из них около 2 тонн попали в реку Гостюшку — приток Вазузы, которая в 8 километрах от места аварии впадает в Волгу. 27 ноября 2009 года на 285 километре (перегон Алёшинка — Угловка), недалеко от границы с Новгородской областью, произошло крушение скоростного поезда «Невский экспресс», следовавшего из Москвы в Санкт-Петербург, в результате отрыва и опрокидывания двух хвостовых вагонов — 27 человек погибли и более 90 получили травмы.

### Нереализованные проекты
В 1867 году было принято решение о строительстве железнодорожной линии, соединяющей Рыбинск и Николаевскую железную дорогу. Предлагалось четыре возможных направления: напрямую до Петербурга, до Бологое, до Осеченки или до Твери. Первые два предложения были отвергнуты, а затем и предложение прокладки линии до Твери. В результате было принято решение провести железную дорогу до Осеченки. Однако уже в ходе строительства направление магистрали было изменено, и железная дорога была проложена до Бологое.
В 1910 -1912 годах дворянством Старицкого уезда было принято решение о строительстве железной дороги, на участке Тверь — Микулино — Лотошино — Шаховская. В Микулино было выстроено здание вокзала, но первая мировая война помешала строительству самой железной дороги, хотя для неё уже были приготовлены шпалы. В результате, этот проект так и не был реализован, хотя здание вокзала сохранилось до настоящего времени.
В 1913 году было принято решение о строительстве двух железнодорожных линий: Мга — Волга (Мологская железная дорога), которая позволила бы обеспечить прямой путь из Санкт-Петербурга в Рыбинск, и Красный Холм — Суда, которая должна была стать частью крупной магистрали, ведущей от Москвы на север. Место пересечения этих железных дорог, станция Овинище, стала бы крупным железнодорожным узлом. Линия Овинище — Суда была построена, однако участок Весьегонск — Суда эксплуатировался крайне короткое время, после чего был заброшен, а в дальнейшем затоплен водами Рыбинского водохранилища. Решение о повторном строительстве этого участка во время Великой Отечественной войны не было исполнено. От планов строительства железной дороги Овинище — Волга после 1917 года также отказались.
В 1942 году Сталин принял решение о строительстве железных дорог, параллельных существующим. Одной из них должна была стать линия Волоколамск — Сычёвка — Белый — Велиж — Витебск, для постройки которой предполагалось использовать инфраструктуру уже существовавшей узкоколейной железной дороги Волоколамск — Смоленск. Эти планы так и не были осуществлены, хотя данная линия отображалась как строящаяся в Атласе железных дорог и водных путей СССР 1943 года.
В 1980-х годах велось строительство линии Доронинская — Перегрузочная (посёлок Новая Орша), по которой должен был вывозиться торф, добытый торфопредприятием «Оршинское-I», минуя станцию Васильевский Мох. На ветке была спроектирована промежуточная станция Тованово. К началу 1990-х годов линия Доронинская — Перегрузочная была почти достроена, был уложен рельсовый путь. Строительство станции Перегрузочная завершено не было, вывозка торфа по новой линии не производилась. В 1990-х годах было принято решение об отказе от достройки линии Доронинская — Перегрузочная (посёлок Новая Орша). По состоянию на 2005 год она была полностью разобрана.

### Перспективы
Проекты высокоскоростной железнодорожной магистрали Москва — Санкт-Петербург, которая должна пройти через Тверскую область, обсуждаются с 1980-х годов, при этом в обществе ведётся многолетняя полемика между сторонниками высокоскоростной магистрали и её противниками, которые считают более целесообразным не строительство новой железной дороги, а модернизацию существующей железнодорожной линии.
Распоряжением Правительства Российской Федерации проект высокоскоростной железнодорожной магистрали включён в Стратегию развития железнодорожного транспорта до 2030 года, при этом предполагается обеспечить на этой магистрали движение со скоростью до 350 километров в час и прохождение расстояния в 659 километров за 2,5 часа.
Один из проектов высокоскоростной железнодорожной магистрали Москва — Санкт-Петербург предполагает строительство огороженной железнодорожной магистрали с двумя остановками в Великом Новгороде и Твери, причём станцию «Новая Тверь» предполагается разместить в 7—8 километрах южнее Твери. До настоящего времени (2013 год) ни строительство, ни проектирование высокоскоростной магистрали не начато.
Федеральной программой развития транспортной системы России предусмотрено строительство вторых путей на участке Мга — Сонково — Ярославль до 2015 года. Кроме того, стратегией развития железнодорожного транспорта в Российской Федерации до 2030 года предусмотрена также электрификация участка Сонково — Дно — Печоры-Псковские, которая позволит перевести часть перспективного пассажиропотока с основных направлений на параллельные ходы. Кроме того, в средствах массовой информации появляются сообщения о планирующейся реконструкции и электрификации участка Сонково — Мга, часть которого проходит по территории Тверской области, а также о реконструкции станции Сонково. С 2015 года ОАО РЖД реализует проект увеличения пропускной способности направления Дмитров — Сонково — Мга, предусматривающий строительство более 500 километров вторых путей.

## Предприятия и инфраструктура

### Железнодорожные линии
Железнодорожные линии региона представлены участком железнодорожной магистрали Санкт-Петербург — Москва, участками железнодорожных магистралей Рижского и Савёловского направлений, также идущих из Москвы, участком широтной железнодорожной магистрали Рига — Псков — Бологое — Рыбинск — Ярославль, а также другими железнодорожными направлениями, ветками и ответвлениями. При этом железнодорожные линии охватывают большинство районов Тверской области (за исключением Бельского, Лесного, Молоковского и Рамешковского) и 31 из 36 районных центров (кроме Белого, Лесного, Молоково, Рамешек и Старицы, где железная дорога проходит в нескольких километрах от города). При этом, по данным Росстата, эксплуатационная длина железнодорожных путей имеет протяжённость 1803 километра, что составляет примерно 73 процента от общей протяжённости эксплуатационной длины отделения (2348 километров),
а густота железнодорожной сети составляет 21,4 километра пути на 1000 квадратных километров площади.
- Железнодорожная магистраль Санкт-Петербург — Москва (главный ход Октябрьской железной дороги), пересекающая территорию области с северо-запада на юго-восток является основной и наиболее интенсивно эксплуатируемой железнодорожной линией в регионе; вместе с автомагистралью М-10 она образует главную планировочную ось региона, а вместе с железнодорожными направлениями Москва — Великие Луки — Рига (Рижское направление) и Москва — Сонково — Санкт-Петербург (Савёловское направление), образует систему из трёх лучей, идущих из Москвы, соответственно в северо-западном, западном и северном направлениях и пересекающих регион.[52] Отрезок магистрали от границы Новгородской области до границы Московской области длиной не менее 254 километров[53], охватывает 4 участка: Угловка — Бологое Московское , Бологое Московское — Лихославль , Лихославль — Тверь  и Тверь — Москва-Ленинградская [54] (проходит через Бологое, Вышний Волочёк, Спирово, Лихославль, Тверь, насчитывает 50 станций и остановочных пунктов). Магистраль электрифицирована и насчитывает не менее двух путей на всём своём протяжении. По территории области проходят также ответвления от этой магистрали от Решетниково (Московская области) до Конаково ГРЭС  и от Твери до Васильевского Моха.

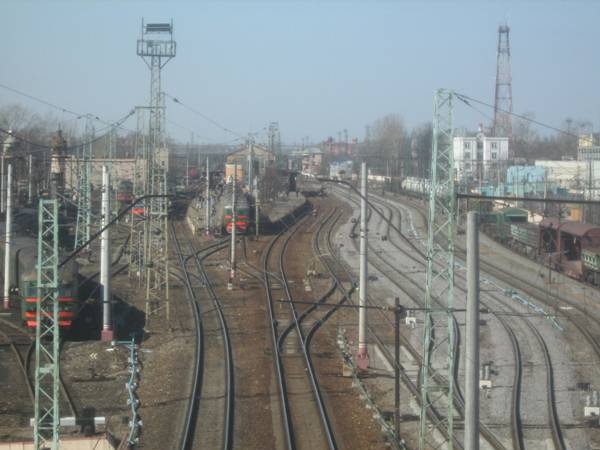
Железнодорожная магистраль Москва — Санкт-Петербург в районе станции Тверь (вид с путепровода)

- Рижское направление (Рижский ход) — отрезок железнодорожной магистрали Москва — Рига от границы Московской области до границы Псковской области протяжённостью не менее 256 километров,[55] проходит по южной и юго-западной части региона и пересекает территорию области с востока на запад, охватывает 3 участка: Шаховская — Ржев Балтийский , Ржев Балтийский — Земцы , Земцы — Великие Луки , проходит через города Зубцов, Ржев, посёлок Оленино, Нелидово, Западную Двину. Имеется ответвление от станции Земцы на Жарковский; сквозной проезд от Жарковского на ст. Сошно (г. Озёрный, Смоленская область) обозначен на картах, однако давно не функционирует и частично разобран.[17]
- Савёловское направление — несколько железнодорожных участков, образующих это направление: Кабожа — Овинище II , Овинище II — Сонково , Сонково — Калязин-Пост , Калязин-Пост — Савёлово — проходят по восточной части области, пересекая её с севера на юг, от границы с Новгородской областью через Сандово — Красный Холм, Сонково, Кашин, Калязин, Савёлово (г. Кимры) и до границы с Московской областью, общей протяжённостью более 247 километров.[56] Имеются ответвления от станции Овинище-II на Весьегонск  и от станции Калязин-Пост на Углич. Используются также наименования «Савёловский ход» (по отношению к участкам от Москвы-Бутырской до Весьегонска) и «Мологский ход» (по отношению к участкам от Мги до Овинище-II).
- Отрезок широтной железной дороги Псков — Бологое — Рыбинск — Ярославль, часть участка Бологое — Валдай  и участок Сонково — Бологое  проходят по северной окраине области с запада на восток от границы Новгородской области через Бологое, Удомлю, Максатиху, Бежецк, Сонково и далее до границы с Ярославской областью.
- Часть железнодорожной линии Бологое — Полоцк, участок Бологое — Соблаго  и Великие Луки — Соблаго  проходят вдоль границы с Новгородской областью в юго-западном направлении от железнодорожного узла Бологое через Фирово, Осташков, Пено, Андреаполь, Торопец и далее до границы с Псковской областью.
- Участок Осуга — Лихославль  железнодорожной линии Лихославль — Ржев — Вязьма проходит от Лихославля в западном направлении до Торжка, далее в юго-западном — до Ржева, далее в южном — до границы со Смоленской областью.
- Железнодорожная линия Торжок — Соблаго  проходит от Торжка в западном и юго-западном направлении через Кувшиново и Селижарово, примыкая в Соблаго к магистрали Бологое — Полоцк.[57]

### Железнодорожные узлы и станции

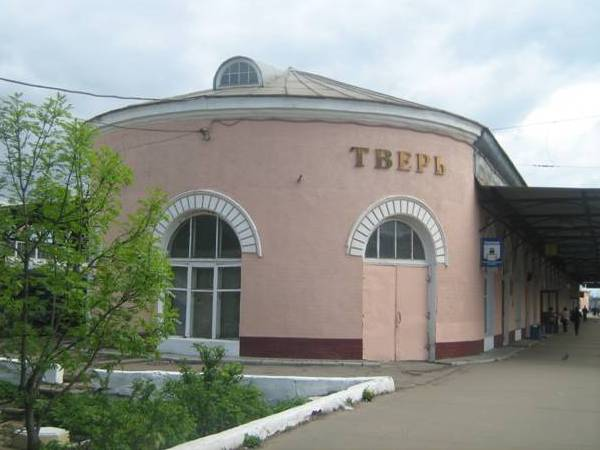
Станция Тверь. Старый железнодорожный вокзал, расположенный между путями

По данным администрации области, на её территории находится более 100 железнодорожных станций, а вместе с остановочными пунктами и платформами их количество превышает 200.
Крупнейшие железнодорожные узлы области — Бологое, Ржев, Тверь, Сонково. Бологовский узел — крупнейший железнодорожный узел области, включающий в себя пять станций, железнодорожные пути пяти направлений с несколькими путепроводами, двухуровневыми развязками и поворотными петлями, а также путевое хозяйство с путевым развитием более 20 путей и веерным депо. Железнодорожный узел Бологое находится на магистрали Санкт-Петербург — Москва на примерно равном удалении от обоих мегаполисов, на её пересечении с широтной магистралью Рига — Псков — Бологое — Ярославль, и там же начинается Бологое — Полоцкая железнодорожная линия (движение поездов на Бологое осуществляется в пяти направлениях). Узел обслуживает транзитное движение в пяти назначениях.
Тверской железнодорожный узел расположен на главном ходу Октябрьской железной дороги и включает в себя четыре станции (а также промышленные станции предприятий) — крупнейший по работе с пассажирами и грузами, обслуживает также транзитное движение в трёх назначениях.
Ржевский железнодорожный узел находится на пересечении Рижского направления и железной дороги Лихославль — Торжок — Ржев — Вязьма, включает три станции, обслуживает транзитное движение в четырёх направлениях, а также местный грузопоток.
Железнодорожный узел Сонково находится на пересечении Савёловского направления (Весьегонского хода) и широтной железной дороги Рига — Псков — Бологое — Ярославль (движение осуществляется в четырёх направлениях); также узловыми являются станции Лихославль, Торжок, Земцы, Дорошиха, Калязин-Пост, Овинище-II, Соблаго.
На железнодорожных станциях и остановочных пунктах на направлении Тверь — Москва и ответвлении Решетниково — Конаково, а также единичные станции на других участках (Бологое-Московское, Вышний Волочёк, Кашин, Кувшиново, Лыкошино, 124 километр, Савёлово, 176 километр, Ржев-Балтийский) имеются высокие платформы; на остальных станциях и остановочных пунктах имеются только низкие платформы. Станция Тверь — единственная в регионе, оборудованная билетными турникетами.
Серьёзные инфраструктурные проблемы имеются в районе платформы Чуприяновка (2 остановки от Твери на Московском направлении), где движение на железнодорожном переезде нередко перекрывается на полчаса и более, и посёлок фактически оказывается разделённым пополам, а также на станциях Торжок, где в аварийном состоянии находится путепровод, и платформе Спирово, где местные жители испытывают проблемы с пешим переходом через железнодорожные пути.

### Железнодорожные организации и предприятия
Бо́льшая часть железнодорожных дорог области относится к Октябрьской железной дороге (исключение составляют небольшой участок Северной железной дороги на востоке области в районе Сонково, небольшой участок Савёловского направления, которое до станции Савёлово относится к Московской железной дороге, и ведомственные узкоколейные железные дороги). На территории региона находились три отделения Октябрьской железной дороги: Ржевское, Бологовское (ликвидировано в 1996 году), Московское (ликвидировано в 2010 году), которое осуществляло свою деятельность на территории Московской, Новгородской и Тверской областей, в том числе — перевозку грузов и пассажиров на территории Тверской области. Октябрьская железная дорога является одним из крупнейших хозяйствующих субъектов региона, она вносит ощутимый вклад в формирование бюджета Тверской области (так, в 2005 году она направила в региональный бюджет около 300 миллионов рублей налоговых платежей, что составило примерно 2 процента от общей суммы доходов областного бюджета, а в некоторых районах (например, в Бологовском и Сонковском) она является крупнейшим налогоплательщиком.

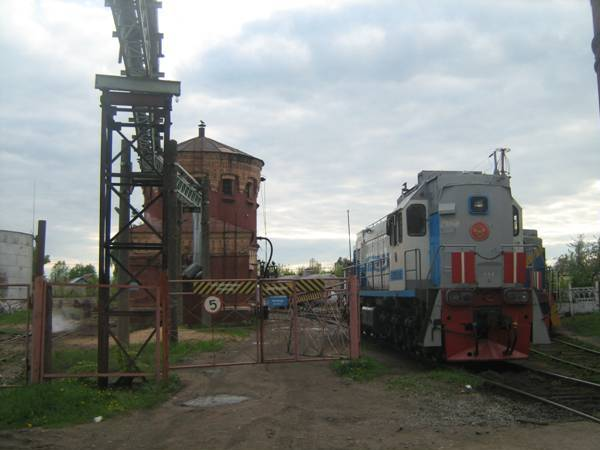
Локомотивное депо Тверь

На территории бывшего Московского отделения (по данным на 2009 — 10 гг.) находились 5 локомотивных депо, из них 3 — на территории области (ТЧ-3 Тверь, ТЧ-4 Бологое, ТЧ-32 Ржев), четыре вагонных депо (ВЧД-14 Тверь, ВЧДР-3 Бологое, ВЧДЭ-4 Бологое и ВЧД-26 Ржев, причём вагонное депо Тверь обеспечивает эксплуатацию и ремонт путевых машин, вагонные депо Ржев и ВЧДЭ-4 Бологое — техническое обслуживание грузовых поездов, а ВЧДР-3 Бологое — деповский ремонт грузовых вагонов. В городах и посёлках области расположены 6 из 7 дистанций пути Московского отделения, обслуживающих пути: Бологовская ПЧ-5, Вышневолоцкая ПЧ-4, Ржевская ПЧ-6, Торжокская ПЧ-9, Тверская ПЧ-3, Сонковская ПЧ-47; 3 из 4 дистанций — сигнализации и связи (Бологовская ШЧ-4, Ржевская ШЧ-24, Тверская ШЧ-2), 2 из 3 дистанций — электроснабжения (Бологовская ЭЧ-2 и Тверская ЭЧ-12).
Октябрьская железная дорога сотрудничает с администрацией Тверской области, при этом совместно решаются вопросы развития железнодорожных узлов, ремонта вокзалов, строительства переходов, обновления подвижного состава, а также пассажирских перевозок, включая перевозки льготников. С 2009 года пригородное сообщение в Тверской области было переведено на систему государственного заказа, объём контрактов администрации Тверской области и Октябрьской железной дороги на 2009 год составил 63 миллиона рублей; в 2010 году эта сумма не изменилась. По состоянию на 2010 год в числе наиболее актуальных рассматривались вопросы организации и обеспечения безопасности движения скоростных поездов «Сапсан», восстановления отменённых и создания новых маршрутов, востребованных пассажирами, строительство объектов инфраструктуры — путепровода в Чуприяновке, пешеходных мостов в Твери и Спирово.
В июне 2009 года на базе Московско-Тверской дирекции по обслуживанию пассажиров была создана ОАО «МТ ППК» (Московско-Тверская пригородная пассажирская компания), соучредителями которой стали ОАО «РЖД», ООО «Дельта-Транс-Инвест» и Комитет по управлению имуществом Тверской области. Предполагается, что созданная компания сначала будет действовать как агент по продаже билетов, затем — выполнять функции перевозчика на направлении Москва — Тверь, а с 2011 года — на всём полигоне Московско-Тверской дирекции.

### Узкоколейные железные дороги

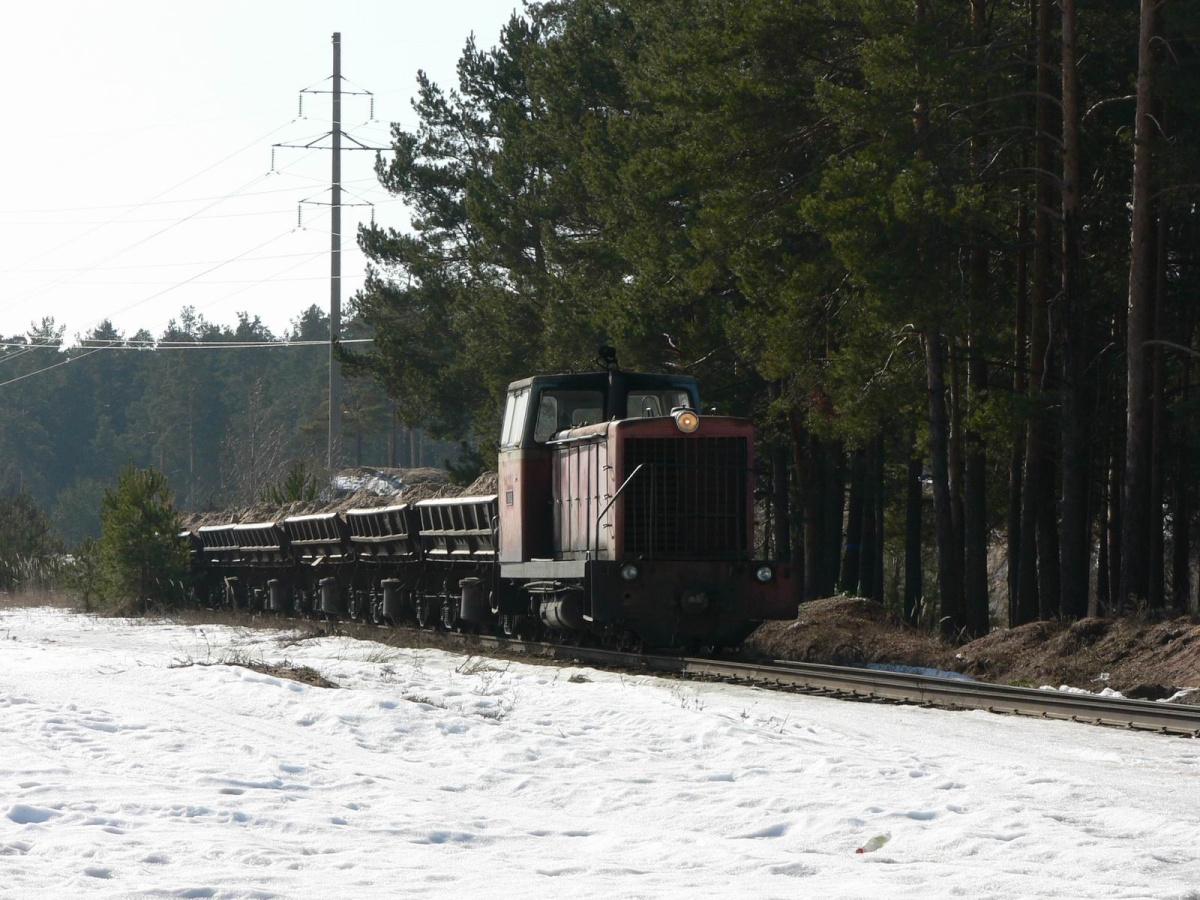
Узкоколейная железная дорога Тверского комбината строительных материалов № 2 на окраине Твери

По данным исследователя С. Д. Болашенко, в Тверской области по состоянию на 2009 год действовало 7 промышленных, торфовозных и лесовозных узкоколейных железных дорог, принадлежащих различным организациям. Узкоколейная железная дорога Тверского комбината строительных материалов № 2 («силикатного завода») протяжённостью 9 километров и шириной 750 миллиметров — соединяет территорию комбината, расположенного на северо-восточной окраине Твери, с Красногорским песчаным карьером; по сведениям С. Д. Болашенко, является самой грузонапряжённой линией в России среди узкоколеек шириной 750 миллиметров и значительной (более 3 километров) протяжённости. На юго-восточной окраине города Бологое действует узкоколейная железная дорога Бологовского шпалопропиточного завода протяжённостью около 3 километров. В Зубцовском районе действует Княжегорская узкоколейная железная дорога, подведомственная Княжегорскому леспромхозу и используемая для вывоза леса. В Кувшиновском районе действует узкоколейная железная дорога Ранцевского торфопредприятия, используемая для подвоза торфа на Каменскую ТЭЦ.
Многие узкоколейные железные дороги в последние годы частично разобраны и находятся под угрозой закрытия. На грани закрытия находится сеть торфовозных узкоколейных железных дорог Васильевского торфопредприятия, действовавших на севере Калининского района и использовавшихся для подвоза торфа на перегрузочную станцию в посёлке Васильевский Мох. В 2008 году ранее существовавшая линия распалась на две взаимонесвязанные (в районе посёлков Васильевский Мох и Новая Орша), а все остальные линии к тому времени были заброшены либо разобраны; окончательная ликвидация линии ожидается в 2011 году. В 2012 году началась разборка оставшегося участка Межа-Тросно Нелидовской узкоколейной железной дороги, использовавшейся для вывоза леса, пути и сооружения которой частично пришли в негодность, но проходимы для мотодрезин. В 2009 году закрыта узкоколейная железная дорога Кимрского торфопредприятия протяжённостью около 10 километров.

## Железнодорожные перевозки

### Общая интенсивность движения
Тверская область является транзитным регионом, её нахождение в створе международных транспортных коридоров приводит к большому пассажирскому и грузовому потоку через её территорию. При этом наиболее интенсивное движение осуществляется на главном ходу Октябрьской железной дороги — по словам начальника станции Тверь О. И. Александрова, общее количество дальних, пригородных и грузовых поездов, проходящих через станцию, согласно летнему графику 2009 года должно вырасти до 122 пар поездов в сутки, а интервал движения составить 7—9 минут. При этом на других участках движение менее интенсивное; так, по данным на 2007 год, станция Сонково, расположенная на пересечении Савёловского направления и широтной магистрали Псков — Бологое — Рыбинск — Ярославль, пропускала в среднем 29 пар грузовых поездов в сутки (и ещё несколько пар пассажирских).
По словам начальника Московского отделения Октябрьской железной дороги О. С. Ульянова, на территории области много малодеятельных участков, к числу которых относятся Бологое — Великие Луки, Торжок — Соблаго, Торжок — Ржев, Савёлово — Углич, Савёлово — Сонково, Сонково — Весьегонск. При этом интенсивность движения на Бологое-Полоцком направлении упала по сравнению с советским периодом в связи с сокращением грузопотоков на Украину и в Беларусь, а на участке Торжок — Ржев — в связи с изменением маршрутов движения пассажирских поездов. При этом железная дорога рассчитывает на поддержку областной администрации в эксплуатации убыточных, но нужных для жизнеобеспечения регионов малодеятельных участков, в противном случае они окажутся под угрозой закрытия.

### Пассажирское железнодорожное сообщение

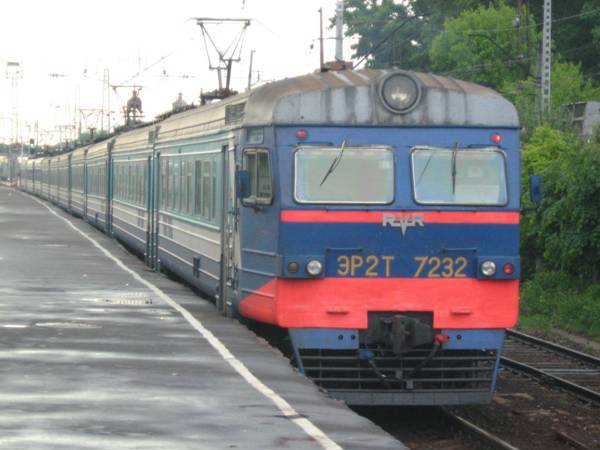
Пассажирский поезд Бологое — Москва делает остановку на станции Тверь

На участке железнодорожной магистрали Москва — Санкт-Петербург в период пиковых нагрузок обращается до 70 пар пассажирских поездов в сутки. Значительное число пассажирских поездов, проходящих через Тверь и Бологое, связывают Москву и Санкт-Петербург; летом 2009 года на пассажирском ходу Москва — Санкт-Петербург курсируют 30 пар поездов, из них: 18 основных, (в том числе 2 частных), 3 скоростных, 1 почтово-багажный, и 12 дополнительных разового назначения. Отправление пассажиров железнодорожным транспортом общего пользования по Тверской области в 2006 году составило 9,2 млн человек, в 2007 году — 9,4 млн человек, в 2008 году — 9,0 млн человек, в 2009 году — 7,7 млн человек.
Поезда дальнего следования сообщением Москва — Санкт-Петербург (за исключением нескольких поездов-экспрессов) делают остановки в Твери, Вышнем Волочке, Бологое и на других остановках в пределах региона в зависимости от расписания. В конце 2009 года на линии Москва — Санкт-Петербург запущен электропоезд «Сапсан»; скоростные поезда на территории Тверской области подвергаются нападениям граждан, недовольных неудобствами, возникшими в связи с его запуском (отмена «бюджетных» дневных поездов и электричек, длительное перекрытие переездов); в некоторых СМИ появляются сообщения о наездах «Сапсанов» на жителей области со смертельными исходами.
Помимо поездов сообщением Москва — Санкт-Петербург, через регион по главному ходу Октябрьской железной дороги проходят также поезда дальнего следования из Москвы на Боровичи, Великий Новгород, Мурманск, Осташков, Петрозаводск, Псков, Таллин, Хельсинки, а также поезда, идущие с Санкт-Петербурга и Мурманска в южном и юго-восточном направлениях на Нижний Новгород, Новороссийск, Самару, Симферополь, Харьков и другие города России и Украины через Бологое — Тверь. Кроме того, с 2005 года ходит скоростной электропоезд Тверь — Москва, а с 2008 года он ходит по маршруту Бологое — Москва.
Пригородное сообщение в регионе наиболее развито на направлении Тверь — Москва —
около 15-20 пар электропоездов в сутки. 8 пар пригородных поездов связывают Тверь с Бологое, 4 пары — с Торжком, до 10 пар поездов — от Бологое на Окуловку (Новгородская область). 8 пар электричек на Москву ходит от Конаково, от 11 до 16 — от станции Савёлово, по несколько пригородных поездов, состоящих из локомотива и пассажирских вагонов, ходят от Бологое в западном направлении на Валдай и в восточном — на Сонково, а также по Рижскому направлению. Почти во всех городах и посёлках-районных центров, через которых проходят железные дороги, имеется пригородное сообщение и хотя бы один-два пригородных поезда в сутки; исключением является посёлок Жарковский, в котором единственный пригородный поезд до станции Земцы ходит два раза в неделю. Тем не менее, многие города и посёлки — районные центры Тверской области не имеют прямого железнодорожного сообщения с областным центром, а поездки по железной дороге из районных центров в областной и обратно возможны лишь с пересадками. Так, из Конаково в Тверь можно добраться с пересадкой в Решетниково; теоретически можно было бы сделать и прямое сообщение, однако это потребовало бы реконструкции станции Решетниково и осложнило бы движение на главном ходу магистрали.
С 1 октября 2015 года на маршруте Москва (Ленинградский вокзал) — Тверь помимо обычных пригородных поездов курсируют скоростные поезда — Ласточки, их время в пути занимает чуть более полутора часов. Некоторые из них делают остановки в Завидово и Редкино.
Тарифы на перевозки пассажиров и багажа в пригородном сообщении устанавливает региональная энергетическая комиссия, подведомственная областной администрации, по специальной методике. С 1 января 2009 года предельный тариф на перевозки пассажиров железнодорожным транспортом в пригородном сообщении для Московского отделения Октябрьской железной дороги установлены в размере 12 рублей за одну зону. При этом областная администрация вынуждена выплачивать железной дороге компенсации за убыточные пригородные перевозки на малодеятельных участках. Так, в 2008 году на эти цели было предусмотрено выделение 6 миллионов рублей из областного бюджета. С 2009 года предполагается перевести наиболее малодеятельные и убыточные участки на систему государственного заказа, отменив при этом государственное регулирование тарифов на пригородные пассажирские перевозки.
По данным сайта РАО РЖД, на Московском отделении Октябрьской железной дороги курсирует рельсовый автобус по маршруту Великие Луки — Нелидово. Руководством Октябрьской железной дороги и администрации Тверской области рассматривается также вопрос эксплуатации рельсовых автобусов для пассажирских перевозок на малодеятельных участках (таких как Калязин — Углич, Земцы — Жарковский, Тверь — Васильевсий мох, Ржев — Осуга, Бологое — Сонково, Торжок — Ржев, Торжок — Соблаго). Введение рельсовых автобусов на таких маршрутах помогло бы высвободить магистральные локомотивы и пассажирские вагоны, и снизить эксплуатационные расходы железной дороги примерно на 40 процентов, что способствовало бы развитию пригородного сообщения на малодеятельных участках.

### Грузовые перевозки

Отправление грузов железнодорожным транспортом общего пользования в Тверской области в 2000—2009 годах, млн тонн

По данным администрации Тверской области, за 2006 год на территории области на железнодорожном транспорте погружено более 2292 тысяч тонн грузов (общий объём перевозок по области — 4264,8 тысяч тонн грузов). В последующие годы объёмы отправки грузов по области увеличились по сравнению с 2006 годом и составили 3,2 миллиона тонн в 2007 году и 3,0 миллиона тонн в 2008 году. Кроме того, по данным администрации области, 250 предприятий и организаций имеют подъездные железнодорожные пути и используют их для получения грузов и отгрузки продукции.
Обсуждая в 2007 году проблемы грузовых перевозок на линиях с малоинтенсивным движением, О. С. Ульянов (бывший в то время начальником Московского отделения Октябрьской железной дороги) отметил концентрацию промышленности вокруг Ржевского узла и неплохой промышленный потенциал Жарковского и Фировского районов; у других районов — более слабый потенциал. По его словам, «там нет больших карьеров, которые производили бы погрузку инертных грузов, но погрузка лесных ведётся практически на каждой станции. Кроме того, железная дорога поддерживает систему жизнеобеспечения районов — нефтебазы, котельные… Так что значимость железной дороги для региона, конечно, велика».